# リチャード・フッカー

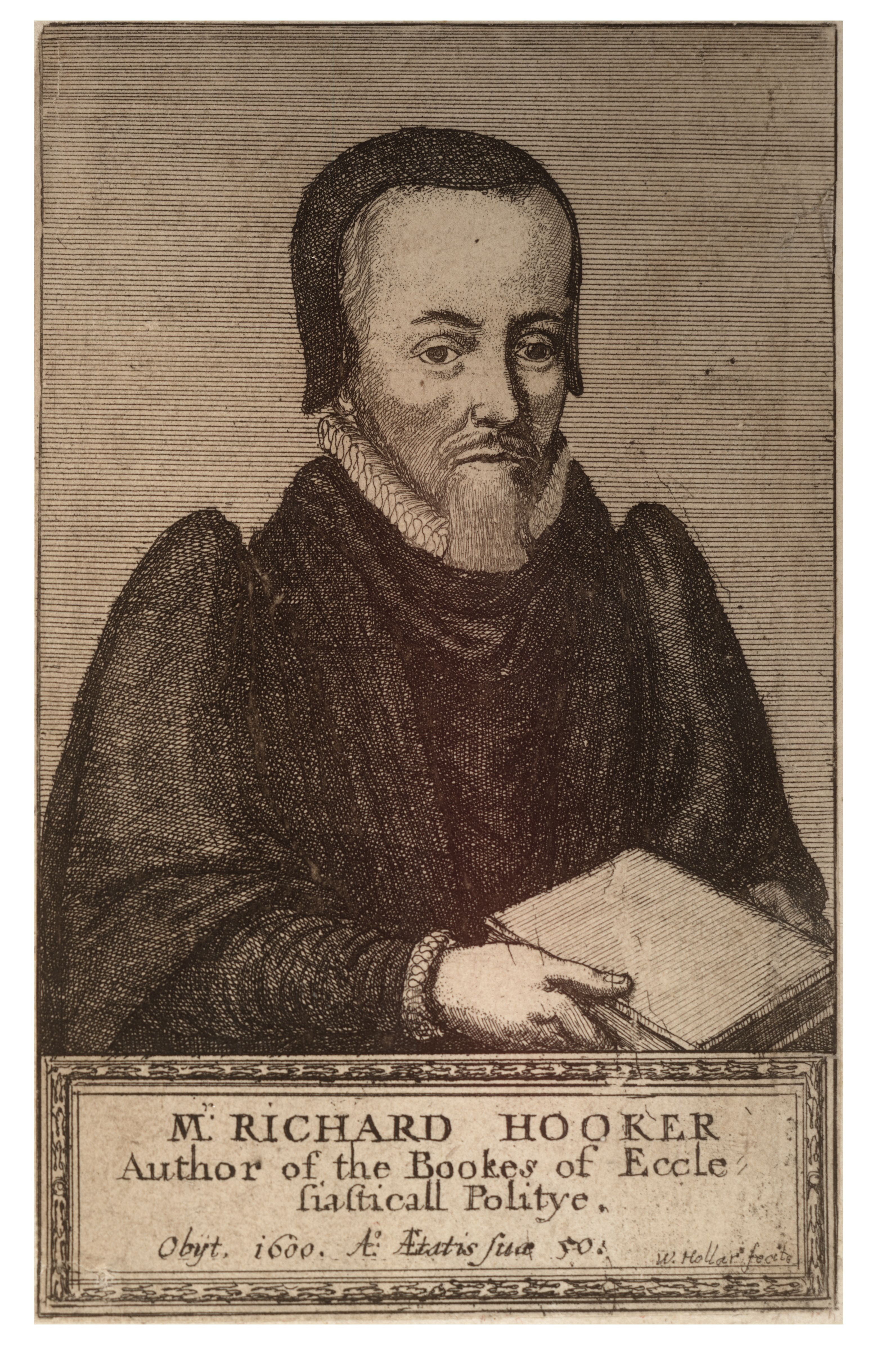
Richard Hooker

リチャード・フッカー（Richard Hooker、1554年3月 - 1600年11月3日）は、イングランド国教会の有力な神学者である。トマス・クランマーとともに、国教会の神学思想を確立した。法哲学においてはグロティウスの先駆者である。

## 生涯と思想
デヴォン州のエクセターで誕生し、オックスフォード大学コーパス・クリスティ・カレッジで教育を受け、そこのフェロー（奨学金給費生）となった。1584年に結婚して大学での地位を辞任し、バッキンガムシャー州でドレートン・ボーシャン（Drayton Beauchamp）の校長になった。1585年にはロンドンでテンプル教会の牧師に任命されて、すぐに清教徒指導者ウォルター・トラバーズと衝突したが、それにもかかわらず2人は個人的には友人関係を続けていた。1592年、フッカーはウィルトシャー州ボスコーム教区にあるソールズベリー大聖堂と教区牧師の間では規範となった。1595年にはケント州ビショップスボーン教区の牧師になった。
フッカーの最も有名な仕事は『教会政治論』（The Law of Ecclesiastical Polity）である。その4巻までは1594年に、第5巻は1597年に公刊された。この著ではカトリックと清教徒の中道（Via Media）に賛意が表されている。フッカーは、理性と経験が伝統と同じくらい聖書を解釈する時に重要であり、聖書は特定の歴史・文脈の中で、具体的な状況への応答として書かれたことを認めた。「言葉はそれが発せられた場に従って、解釈されるべきである」(4巻.11章.7節)。この膨大な著書の主要テーマは、「政治組織としての教会の管理」である。当時カルヴァンによる「ジュネーブ改革教会」は、牧師と教会の地位を信者のところまで引き下げることを主張していたので、教会を組織するもっともよい方法を明らかにしようとしたのである。ここで賭けられていたのは、教会首長としての国王の地位であった。教義が権威によって定められず、「すべての信者が聖職者である」というルターの論の延長として選挙による政府ということが考えられるのならば、教会の首長として国王を戴いているのは耐えられないことであった。反対に国王が神によって定められた教会の長であると論ずるのであれば、教義を思い通りに解釈している地方教区の存在は許されない。
フッカーはトマス・アクィナスに学んでいたが、そのスコラ思想を自由主義的なやり方に適応させた。教会組織は政治団体のように、神にとって「関心のない事物things indifferent」である。小さな教義上の問題は、魂の破滅・救済に関わることではなく、信者の道徳・宗教的生活の便宜や枠組みに過ぎない。君主国と共和国はそれぞれ良いものと悪いものがあるのであり、そこで重要なのはその国が人々の忠誠を保持することなのだ。教会の権威とは聖書と初期教会の活動に始まったが、人々に従われるためには習慣的な服従というよりは忠誠と理性にその基盤をおかねばならず、権威が悪用されるときには正しい理性と聖霊に矯正されるであろう。司教の権限は絶対ではなく、その職権・職能は撤回されうる。フッカーは高教会派のいくつかの極端な主張は避けた。
フッカーの説教『義認論』（A Learned discourse of Justification）では、プロテスタント教義の信仰義認説を弁護したが、この説を理解せず受け入れない人でも救われうると論じた。これはカトリックも含めて、キリスト教徒は分割されるべきではなく団結すべきであるという彼の信念の表れと見なすことができる。理性と寛容の強調は、ジョン・ロックの哲学より先に国教会の教義に影響した。ロックはまた、フッカーの権威を用いて人間の自然状態における平等を論証した。

## 参考
- J・R・グリーン『イギリス国民史』1874年
- H・トレヴァー＝ローパー「Richard Hooker and the Church of England」1961年